# Stollberg (huyện)
Stollberg là một huyện cũ ở bang tự do Sachsen, Đức. Các huyện giáp ranh (từ phía bắc theo chiều kim đồng hồ) là: thành phố không thuộc huyện Chemnitz, và huyệns Mittlerer Erzgebirgskreis, Annaberg, Aue-Schwarzenberg, Zwickauer Land và Chemnitzer Land.
Huyện này có lịch sử từ Amtshauptmannschaft Stollberg, một đơn vị được lập năm 1910. Năm 1939, đơn vị này được đổi tên thành huyện. Năm 1950, huyện bị giải thế và các đô thị được chuyển cho các huyện kề bên Aue, Chemnitz và Zwickau. Hai năm sau, trong cuộc cải cách huyện khác, huyện được tái lập. Trong cuộc cải cách năm 1994, huyện được mở rộng với một số đô thị từ huyện Chemnitz và thành phố Zwönitz từ huyện Aue. Ngày 1 tháng 8 năm 2008, huyện này được sáp nhập vào huyện mới Erzgebirgskreis.

## Các thị xã và đô thị
| Thành phố                                                | Đô thị |
| -------------------------------------------------------- | --- |
| 1. Lugau 2. Oelsnitz 3. Stollberg 4. Thalheim 5. Zwönitz | 1. Auerbach 2. Burkhardtsdorf 3. Erlbach-Kirchberg 4. Gornsdorf 5. Hohndorf 6. Hormersdorf 7. Jahnsdorf 8. Neukirchen 9. Niederdorf 10. Niederwürschnitz |